# Грахалес, Мариана
Мариана Граха́лес Куэ́льо (в русскоязычных источниках Грахалес-и-Коэльо, исп. Mariana Grajales Cuello; 12 июля 1808, Roman Catholic Archdiocese of Santiago de Cuba — 27 ноября 1893, Ямайка) — кубинская патриотка, символ борьбы женщин за равенство, а также борьбы за независимую Кубу, свободную от рабства. Все одиннадцать её сыновей, включая генерал-майора Антонио Масео, отдали свои жизни в борьбе за национальное освобождение Кубы.

## Биография
Мариана Грахалес родилась в Сантьяго-де-Куба 12 июля 1815 года в семье Тересы Куэльо Саяс и Хосе Грахалеса Матоса, доминиканских мулатов. Она вышла замуж за Маркоса Масео в 1851 году. Родила тринадцать детей, девять от Масео, в том числе Антонио Масео Грахалеса.
Мариана и её семья участвовали в Десятилетней войне (1868—78) за освобождение Кубы от испанского владычества, а её родные также в последовавших Малой войне (1879—80) и войне 1895 года. За это она подвергалась репрессиям со стороны колониальных властей. Хосе и Антонио Масео Грахалес, сыновья Марианы, служили генералами в Армии освобождения с 1868 по 1878 год. Была одной из первых в мире сестёр милосердия, во время службы на войне Мариана руководила госпиталями и складами продовольствия в базовых лагерях своего сына Антонио, часто выходя на поле боя, чтобы помочь раненым солдатам, как кубинским повстанцам, так и испанцам.
В 1878 году, потеряв мужа, некоторых сыновей и родовое поместье в Малой войне, Мариана отправилась в изгнание на Ямайку ради безопасности оставшейся семьи. В течение следующих 15 лет она продолжала бороться за независимость Кубы от Испании, организуя группы кубинских изгнанников на Ямайке. Мариана Грахалес Куэльо умерла 27 ноября 1893 года в Кингстоне (Ямайка) в возрасте 78 лет. В 1923 году её останки были возвращены на Кубу и захоронены на кладбище Санта-Ифигения.

## Посмертное признание
- В 1957 году мэр Гаваны Хусто Луис Посо дель Пуэрто официально провозгласил донью Мариану Грахалес де Масео «Матерью Кубы»[9].
- 4 сентября 1958 года Фидель Кастро создал полностью женский взвод, получивший название «Женский отряд Марианы Грахалес». Взвод был вооружен легкими карабинами М-1[10].